# Prolasius clarki
Prolasius clarki é uma espécie de formiga do gênero Prolasius, pertencente à subfamília Formicinae.